# Civita d’Antino
Civita d’Antino – miejscowość i gmina we Włoszech, w regionie Abruzja, w prowincji L’Aquila.
Według danych na rok 2004 gminę zamieszkiwało 1076 osób, 37,1 os./km².